# ラニーノーズ
ラニーノーズは、吉本興業所属のお笑いコンビ。2012年4月結成。NSC大阪校35期生。歌ネタ王決定戦2019王者。
芸人としてデビューする以前から、バンド活動を行っており、ベースとドラムスのメンバーを加えたバンドRunny Noize（ラニーノイズ）として音楽活動もしている。出囃子はRunny Noizeの「Bunny」。

## メンバー
洲崎 貴郁（すざき たかふみ、1988年5月4日 - ）（37歳）公式な書類では「洲﨑」表記である。
- 立ち位置は向かって左。
- 舞台衣装は赤と青のオルタネイト・ストライプジャケットに、紺色のシャツ、それに青紫にペイズリー柄のネクタイ。
- ギター（ギブソン・J-45）の色はワインレッド。青色から変更する際、同い年で先輩の野村尚平（令和喜多みな実）に相談をし、彼の提案から現在のギターを買うことにし、自身のYouTubeで大村ジーニアスと共に買いに行った。
- ボケあるいはツッコミ担当。
- 大阪府枚方市出身。木﨑太郎（祇園）とは同じ地元で、最寄り駅が隣。スザキザキというユニットを組んでいる。
- 3人兄弟の末っ子。
- 血液型B型。身長173cm。体重57kg。
- 関西の朝の情報番組『おはよう朝日です』（朝日放送テレビ）金曜日のサブコメンテーターを2019年4月5日より担当。
- 2020年6月17日に一般女性との結婚を発表。
- 2020年10月20日、第1子となる男児が誕生[1]。

山田 健人（やまだ けんと、1988年12月22日 - ）（36歳）
- ツッコミあるいはボケ・ネタ作り担当、立ち位置は向かって右。
- 舞台衣装は緑と赤茶のオルタネイト・ストライプジャケットに、リボンタイ。
- ギターの色は緑。
- 緑が好きで、緑のライダースジャケットを着こなす。
- 大阪府箕面市出身。親はグラフィックデザイナー。兄は映画の美術スタッフであり、Runny Noizeのジャケットデザインもしている。
- 血液型O型。身長176cm。体重52kg。
- 小4から中2まで剣道を習う（剣道1級）。中学校ではハンドボール部に所属、ポジションはポスト。
- 高校時代にカナダのバンド『Sum 41』にハマりバンドを始める。
- ホラーが好きで自身もコメディホラーの短編を作っている。
- 目標とする芸人はくっきー!（野性爆弾）、西野亮廣（キングコング）。
- コンビ名のラニーノーズ（鼻水の出る鼻）は、山田の鼻炎に由来する。
- カポエイラ経験者[2]。
- 長年、一軒家のシェアハウスで生活していた。同期でシェアハウスのメンバーである大村ジーニアスとともに新たな家に引っ越し、2人で暮らしている。
- 2025年1月11日にタレントの芥田愛菜美との結婚を発表[3]。

## 来歴
関西外国語短期大学在学中に出会う。初対面の際、2人が同じフェス「パンクスプリング」のTシャツを着ていた事がきっかけとなり、意気投合し友人となった。当初はそれぞれ別のバンドを組んでいたが、2008年ロックバンド『Runny Noize』を結成。
短期大学卒業後、当時のバンドメンバー4人でカナダへバンド留学するも、ドラムとベースを担当していた当時のメンバーがホームシックになり帰国。山田と洲崎の2人が取り残されてしまう。バンド活動ができないまま1年後に帰国。山田は子供の頃の夢であったお笑い芸人を目指そうと洲崎を誘い、2012年吉本へ所属しラニーノーズを結成した。（ちなみに山田はお笑い芸人が無理なら二人で漫画家を目指そうと思っていたことも明らかにしている。）だが、願書の締切近くになっても悩む山田に、洲崎が「やろう」と後押しし、NSCに入学することとなった。その際、メールで山田は「大好き」と後押ししてくれた洲崎に送るが、当の山田は覚えていない。
結成当初はしゃべくり漫才やコントなど試行錯誤していたが、現在はギターを使った音曲漫才をメインに活動している。2014年にはYouTubeチャンネルを開設。駆け出しの頃からコツコツと配信をしていたが、現在はラニーノーズの2人に、同期の芸人である大村ジーニアスを加えた3人で月に一度、配信日を決めずに配信している。また、メンバーシップ限定のコンテンツも定期的に配信している。
2013年、もともと山田の友人であった児玉とみー優也（Dr）とフクシマテツヤ（Ba）がRunny Noizeへ加入し現在の体制になり、2017年にバンドとしてメジャーデビュー。
2019年、歌ネタ王で悲願の優勝を果たした。同年のよしもと男前ランキングでは、洲崎が9位、山田が16位にランクインした。
2025年3月をもってよしもと漫才劇場を卒業し、同年4月から活動拠点を東京に移した。東京進出後は、渋谷よしもと漫才劇場・神保町よしもと漫才劇場を中心に音曲漫才師として活動する傍ら、バンドのライブ活動も月に2回程度行っている。

## 芸風
主に歌ネタであり、ネタの中にはラップや替え歌、ギターでリズムをとりながらの漫才といった2人の歌唱力やギターテクニックを活かしたネタを行う。2人ともにギターを弾くネタ（ABCの歌、10回クイズ、だるまさんがころんだ等）と片方のみが弾くネタ(歌のフォロー、メリーさん、等)がある。
NSC在籍時はお笑いに集中すべく音楽活動は控えていたが、会社にバンドと両立する意思を伝えアーティスト兼芸人として活動している。
NSCに入る前、一度だけ東京で『キングオブコント』に出場。その際に披露したネタは、洲崎と山田がぶつかり、その拍子に山田が地面に仰向けになって倒れるもの。このネタで、1回戦で敗退したが、その後、会った友人に駐車場にて見せ、友人が「おもしれーじゃん」と言ってくれた。

## 賞レースでの戦績

### M-1グランプリ
| 年度（回）       | 結果         | エントリー No. | 会場                                   | 日程     |
| ---------------- | ------------ | -------------- | -------------------------------------- | -------- |
| 2015年（第11回） | 2回戦進出    | 750            | 【大阪】テイジンホール                 | 10月7日  |
| 2016年（第12回） | 準々決勝進出 | 2592           | 【大阪】なんばグランド花月             | 11月7日  |
| 2017年（第13回） | 3回戦進出    | 1928           | 【大阪】よしもと漫才劇場               | 10月24日 |
| 2018年（第14回） | 準々決勝進出 | 326            | 【大阪】なんばグランド花月             | 11月5日  |
| 2019年（第15回） | 3回戦進出    | 2034           | 【大阪】よしもと漫才劇場               | 10月30日 |
| 2020年（第16回） | 2回戦進出    | 2542           | 【大阪】よしもと漫才劇場               | 10月27日 |
| 2021年（第17回） | 3回戦進出    | 2514           | 【大阪】よしもと漫才劇場               | 10月25日 |
| 2022年（第18回） | 3回戦進出    | 2849           | 【京都】よしもと祇園花月               | 10月26日 |
| 2023年（第19回） | 3回戦進出    | 5201           | 【大阪】よしもと漫才劇場               | 10月30日 |
| 2024年（第20回） | 3回戦進出    | 5562           | 【大阪】COOL JAPAN PARK OSAKA TTホール | 10月29日 |

### 歌ネタ王決定戦
| 年度（回）      | 結果       | 備考 |
| --------------- | ---------- | --- |
| 2015年（第3回） | 準決勝進出 | |
| 2016年（第4回） | 準優勝     | 最終ステージでは、かまいたちとラニーノーズが同点となったが、 「1stステージの得点が高かった方が上位となる」というルールが適用され、かまいたちの優勝となった。 |
| 2017年（第5回） | 準決勝進出 | |
| 2018年（第6回） | 準決勝進出 | |
| 2019年（第7回） | 優勝       | 唯一となる過去大会での準優勝経験がある優勝者。 |

### その他
- 第38回 ABCお笑いグランプリ 最終予選進出[9]
- 第48回 NHK上方漫才コンテスト 決勝進出[10]
- キングオブコント2018 準々決勝進出[11]
- 第49回 NHK上方漫才コンテスト 決勝進出[12]
- 第52回 上方漫才協会大賞 話題賞[13]
- R-1グランプリ2021 準決勝進出（山田）[14]
- キングオブコント2021 準々決勝進出
- 第7回上方漫才協会大賞 トータルコーディネート賞
- 第12回ytv漫才新人賞 ROUND2 第10位
- 第10回 上方漫才協会大賞 劇場賞[15]

## 出演

### テレビ
現在のレギュラー出演
- ライバラ!（BSよしもと、2023年10月1日 - ）- MC

過去のレギュラー出演
- バズ★ナイトナマー!（毎日放送）
- おはよう朝日です（朝日放送、2019年4月5日 - 2023年3月30日 ）- 木曜日レギュラー、洲崎のみ[16][17]
- バツウケテイナーR（サンテレビ他、2020年4月7日 - 2023年6月27日）
- IZUMI×ラニー（いずラニ）（J:COMチャンネル、2023年4月 - 2025年4月）[18]
- きらきん!（KBS京都）- VTRリポーターとして不定期出演[19]

### ラジオ
- ラニーノーズの鼻（KBS京都、毎週金曜日 18:00 - 19:00、19:30 - 21:00）
- ラニーノーズのラニパクぱーく（エフエムひらかた、隔週水曜日 21:00 - 22:00）

### ネット番組
- ラニーノーズのオールナイトニッポンw（ニッポン放送、2016年11月1日 - ）
- ラニーノーズのNO MUSIC NO NIGHT[20]（SHOWROOM、2019年1月）- MC

### 舞台
- 劇団コケコッコー 第2回公演「恋の文」（2018年10月19日・20日、ABCホール/大阪）洲崎のみ
- 劇団コケコッコー 第3回公演「雨やどり」（2019年3月22日 - 24日、ABCホール/大阪）洲崎のみ[21]

## 作品

### 配信限定シングル
- 「ラップバトル」（2018年8月8日）
- 「YOUR STUDIO LAND～自分らしさ彩る笑顔咲くとき～」 - ゆりやんレトリィバァ feat.トット、ミキ、ラニーノーズ （2019年1月16日）

祇園木﨑&ラニーノーズ洲崎
- 「笑っていれば」（2019年8月7日）
- 「スターチス」（2020年4月1日）

ソロ参加
- 「RADIO with THE CHARM PARK & 山田健人（ラニーノーズ）」（2021年5月31日） - クレイユーキーズにゲストボーカル参加。

## Runny Noize

### 配信シングル・ミュージックビデオ
| 配信日         | タイトル                    |
| -------------- | --------------------------- |
| 2017年11月14日 | Bunny                       |
| 2017年11月14日 | Successor -Old Mix-         |
| 2017年11月14日 | Runny Nose -Old Mix-        |
| 2020年07月22日 | 光へ（MUSIC VIDEO）         |
| 2020年07月22日 | sorry（MUSIC VIDEO）        |
| 2021年07月16日 | Love & Peace                |
| 2021年07月21日 | Successor                   |
| 2021年07月21日 | Bunny                       |
| 2021年11月10日 | 音の鳴る方へ                |
| 2021年12月22日 | 音の鳴る方へ（MUSIC VIDEO） |
| 2021年12月22日 | Love & Peace（MUSIC VIDEO） |

### ミニアルバム
|     | 発売日         | タイトル                            | 規格品番   | オリコン週間最高位 |
| --- | -------------- | ----------------------------------- | ---------- | ------------------ |
| 1st | 2017年09月27日 | We are Runny Noize                  | YRCN-95285 | 223位              |
| 2nd | 2018年08月01日 | We are Runny Noize -Old Mix-        | 配信限定   | -                  |
| 3rd | 2018年08月01日 | Runny Noize is better than medicine | YRCN-95295 | 112位              |
| 4th | 2020年07月01日 | Thank God It's Runny's Day          | YRCN-95321 | 17位               |

### フルアルバム
|     | 発売日         | タイトル      | 規格品番   | オリコン週間最高位 |
| --- | -------------- | ------------- | ---------- | ------------------ |
| 1st | 2021年11月10日 | HAKKIYOI!!!!! | YRCN-95351 | 111位              |

## ライブ

### 2016年
- 3月20日 - 「ラニーノーズ」（よしもと漫才劇場/大阪）※初単独ライブ

#### 2017年
- 2月17日 -「I got a Runny Nose」（ヨシモト∞ホール/東京）※東京で初の単独ライブ

### 2018年
- 8月11日、12日 -「Laugh&Peace Music ∞ Fes!!2018 SMMER」
- 12月7日 -「RNBG～RUNNY NOSE BAKUSYO GEKIJYO～」（よしもと漫才劇場）

### 2019年
- 「オトカケ漫才1st」（道頓堀ZAZA HOUSE）
- 「オトカケ漫才2nd」（道頓堀ZAZA HOUSE）
- 「オトカケ漫才3rd」（道頓堀ZAZA HOUSE）
- 「オトカケ漫才4th」（道頓堀ZAZA HOUSE）
- 「オトカケ漫才5th」（道頓堀ZAZA HOUSE）
- 「オトカケ漫才6th」（道頓堀ZAZA HOUSE）
- 「オトカケ1st」（道頓堀ZAZA HOUSE）
- 「オトカケ2nd」（道頓堀ZAZA HOUSE）
- 「オトカケ3rd」（道頓堀ZAZA HOUSE）
- 「オトカケ4th」（道頓堀ZAZA HOUSE）
- 「オトカケBEST!」（なんばグランド花月）

### 2020年
- 「ラニーラニーラニーin なんばグランド花月」（なんばグランド花月）
- 「オトカケマンゲキ1st」（よしもと漫才劇場/大阪）
- 「オトカケマンゲキ2nd」（よしもと漫才劇場/大阪）
- 「オトカケマンゲキ3rd」（よしもと漫才劇場/大阪）
- 「オトカケマンゲキ4th」（よしもと漫才劇場/大阪）
- 「オトカケマンゲキ5th」（よしもと漫才劇場/大阪）

### 2021年
- 「オトカケマンゲキ6th」（よしもと漫才劇場/大阪）
- 「オトカケマンゲキ7th」（よしもと漫才劇場/大阪）

### 2022年
- 「オトカケ新宿」(紀伊國屋サザンシアター)

### 2023年
- 「ジャン・ファイティン・スリランカ」(よしもと漫才劇場／大阪)
- 「一太刀宗一郎～切り斬りて候～」(よしもと漫才劇場／大阪)
- ラニーノーズ主催ライブ「コント乱走」(森ノ宮漫才劇場／大阪)
- 「歌え！叫べ！！曝け出せ！！！」(よしもと漫才劇場／大阪)
- 「“Don’t be quiet!”」(よしもと漫才劇場／大阪)
- 「夏の特別編ホラニー劇場『百物語』」(よしもと漫才劇場／大阪)

### 2024年
- ラニーノーズコント単独ライブ 「喫茶SOS」(よしもと漫才劇場／大阪)
- ラニーノーズ主催ライブ[コント乱走]（森ノ宮漫才劇場／大阪）4月、5月、7月、9月（最終）
- ラニーノーズ単独ライブ ホラニー劇場〖奇奇座座座〗(よしもと漫才劇場／大阪)
- ラニーノーズ単独ライブ[バードマン]（森ノ宮漫才劇場／大阪）

### 2025年
- ラニーノーズ卒業公演 [音曲漫才] （よしもと漫才劇場／大阪）
- ラニーノーズ トークライブ 『山あらし、砂あらし、鼻たらし』 (日本橋ポルックスシアター／大阪)
- ラニーノーズ単独ライブ〖 新ネタ音曲・新ネタコント～ゲストを交えてネタトーク～ 〗(渋谷よしもと漫才劇場／東京)
- ラニーノーズ東京単独ライブ〖 “We are Runny Nose!!!” 〗(渋谷よしもと漫才劇場／東京)
- 〖O・TO・BO・KE session4〗(神保町よしもと漫才劇場／東京)